# Dialetti platdiets

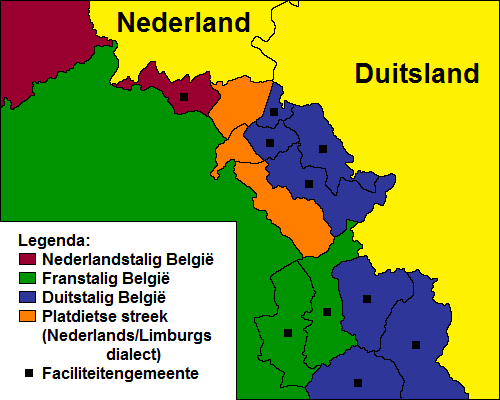
Situazione linguistica del confine tra Belgio, Paesi Bassi e Germania

I dialetti platdiets (traducibili anche come dialetti basso-germanici) sono un insieme dei dialetti di transizione tra la lingua limburghese e le lingue tedesche centrali (in particolare il dialetto ripuario), parlati in Belgio nella zona di Eupen-Malmedy, più precisamente in un triangolo compreso tra Eupen, Voeren e Plombières.
In francese è chiamato anche "francone carolingio", poiché in antichità parlato alla corte di Carlo Magno ad Aquisgrana.